# Din Grogu
Din Grogu (znany jako Dziecko lub Baby Yoda) – postać fikcyjna ze świata Gwiezdnych Wojen. Główny bohater serialu platformy Disney+ pt. "Mandalorianin". Wystąpił również gościnnie w produkcji "Księga Boby Fetta".
Grogu jest byłym adeptem Jedi, który przeżył Rozkaz 66. Po upadku Zakonu był tropiony przez Imperium Galaktyczne, które chciało wykorzystać jego krew do eksperymentów klonowania. Został uratowany, a następnie przygarnięty przez mandaloriańskiego łowcę nagród o imieniu Din Djarin.
Z uwagi na fakt, iż Grogu nie potrafił mówić, nikt nie znał jego prawdziwego imienia. Wszyscy zaczęli nazywać go "Dzieckiem" (ang. The Child). Dopiero Ahsoka Tano, była Rycerz Jedi, ujawniła historię malca.
Przez krótki czas Grogu kontynuował szkolenie Jedi pod okiem Luke’a Skywalkera. Jednak porzucił możliwość dalszego zgłębiania Mocy, by pozostać ze swoim opiekunem Din Djarinem. Wspólnie z nim podjął walkę z upadłym Imperium Galaktycznym. Po swoich przygodach Grogu został członkiem klanu Din Djarina oraz zaczął zgłębiać Mandaloriańską Drogę.

## Życiorys

### Młodość
Grogu urodził się na nieznanej planecie jako istota wrażliwa na Moc. Jeszcze jako dziecko trafił on do Zakonu Jedi, gdzie podjął się zgłębiania mistycznej energii.
W trakcie wypełniania przez żołnierzy-klonów Rozkazu 66, który miał na celu eliminację wszystkich żyjących Rycerzy Jedi, Grogu został uratowany przez swojego mentora – Kellerana Beqa. By nie zostać namierzonym przez Imperium Galaktyczne, młody padawan zamaskował swoje umiejętności oraz pozostał w ukryciu.

### Spotkanie z Mandalorianinem
Po wielu latach, gdy upadło Imperium Galaktyczne, a na jego zgliszczach powstała Nowa Republika, Grogu został odnaleziony na planecie Arvala-7 przez mandaloriańskiego łowcę nagród Din Djarina. Jak się okazało, bohater działał na zlecenie ocalałych imperialistów z Moff Gideonem na czele.
Łowca nagród otrzymał od nich przybliżoną lokalizację istoty, a także informację na temat jej wieku. Ustalono bowiem, iż tropiona postać miała pięćdziesiąt lat. Jednak dla Din Djarina znaleziony Grogu wyglądał bardziej jak niewinne dziecko aniżeli dorosły. Co więcej, nie potrafił mówić. W efekcie nikt nie poznał jego prawdziwego imienia, a także skrywanej przez niego historii. Zaczęto go nazywać Dzieckiem (ang. The Child).
Malec stanowił dla antagonistów kluczowy czynnik w odbudowie Imperium Galaktycznego. Eksperymenty doktora Penn Pershinga z wykorzystaniem krwi Grogu miały umożliwić klonowanie istot, tak by potrafiły władać Mocą. Dlatego też przeprowadzenie tych badań naruszyłoby porządek w Galaktyce.
Din Djarin dowiadując się o złych zamiarach wobec Dziecka, postanowił je zabrać i uciec. W poszukiwaniu schronienia, a także mentora dla Grogu, zaczęli oni wspólnie przemierzać kosmos.

### Tajemnica pochodzenia
Jednak spotkanie mandaloriańskiej wojowniczki Bo-Katan Kryze, przerwało ich dalsze eksplorowanie wszechświata. W podziękowaniu za udzieloną pomoc w zdobyciu statku wroga, kobieta przekazała zaskakującą dla Din Djarina wiadomość. Otóż na planecie Corvus przebywała Rycerz Jedi, która zaopiekowałaby się malcem. Wspomnianą postacią była Ahsoka Tano. Łowca nagród razem z wychowankiem postanowili ją odszukać.
Bohaterowie po dotarciu na planetę Corvus znaleźli poszukiwaną Jedi. Ahsoka dowiadując się, iż Dziecko jest wrażliwe na Moc, lecz nie potrafi wyrazić swoich myśli słowami, postanowiła nawiązać z nim telepatyczną więź. Dzięki temu okazało się, iż podopieczny Din Djarina ma na imię Grogu i jest ocalałym z masakry w Świątyni Jedi (wykonanej przez Anakina Skywalkera, późniejszego Dartha Vadera).
Początkowo Ahsoka chciała zostać nowym mentorem Grogu. Lecz z uwagi na jego silne przywiązanie do Mandalorianina, które później mogłoby negatywnie wpłynąć na szkolenie, odmówiła. Zaproponowała im udanie się do pradawnej Świątyni Jedi, mieszczącej się na planecie Tython. Medytacja tam pozwoliłaby Grogu na podjęcie kontaktu z innymi żyjącymi Jedi, którzy byliby w stanie kontynuować jego nauczanie.

### Porwanie
Bohaterowie udali się do wskazanego miejsca kultu. Jednak w trakcie medytacji, Grogu został uprowadzony przez siły imperialne, a statek Din Djarina uległ całkowitemu zniszczeniu. Nie powstrzymało to jednak Mandalorianina przed odzyskaniem podopiecznego z rąk Moff Gideona. W przeprowadzeniu tej operacji pomogła mu dwójka łowców nagród – Boba Fett oraz Fennec Shand.
Wspólnie dostali się oni na imperialny krążownik, gdzie przetrzymywano Grogu. Z opresji uratował ich Luke Skywalker, który jako Mistrz Jedi odebrał sygnał Grogu ze świątyni. Rycerz samodzielnie pokonał złowrogie droidy i tym samym udowodnił, iż potrafi zapewnić opiekę, a także wyszkolić malca.
Łowca nagród zdecydował się rozstać z Grogu. W trakcie sceny pożegnania Din Djarin, łamiąc mandaloriański kodeks, po raz pierwszy zdjął hełm przed wychowankiem i ukazał swoją prawdziwą twarz.

### Szkolenie Jedi
Grogu rozpoczął szkolenie u Luke’a Skywalkera, jednak rozłąka spowodowała u niego smutek i niepokój. Emocje te rozpraszały naukę bohatera. Stało się to zauważalne nawet dla jego nowego mentora. Luke nakłonił padawana do podjęcia ostatecznej decyzji. W tym celu umieścił przed nim dwa przedmioty, z których mógł wybrać tylko jeden. Tymi rzeczami były: miecz świetlny należący do Mistrza Yody, który oznaczał kontynuowanie szkolenia, oraz kolczuga z beskaru warunkująca powrót do Mandalorianina.
Grogu wybrał ostatecznie drugą opcję, a tym samym podążył za Din Djarinem.

### Członek klanu
Wspólnie łowca nagród i Grogu ruszyli na planetę Mandalore, gdzie przed laty mieściła się ojczyzna wszystkich Mandalorian. Właśnie tam Din Djarin musiał odpokutować za złamanie świętego kodeksu. W miejscu tym znajdowały się bowiem Żywe Wody, mieszczące się w podziemnych kopalniach, w których zanurzenie pozwalało na odkupienie i powrót do klanu.
Gdy bohaterowie wylądowali na planecie, łowca nagród został pojmany przez nieznaną biomechaniczną istotę. Grogu chcąc ratować swojego opiekuna, wyruszył na sąsiadujący księżyc, gdzie znajdowała się wówczas Bo-Katan. Wojowniczka zdecydowała się pomóc i uratowała Din Djarina z tarapatów.
Niedługo potem doszło do starcia między żołnierzami Imperium Galaktycznego a zjednoczonymi Mandalorianami, którzy ostatecznie zwyciężyli. Rodzima planeta została przez nich odzyskana, a w Wielkiej Kuźni ponownie zapłonął ogień.
Din Djarin pragnął, aby Grogu złożył przysięgę i stał się członkiem społeczności Mandalorian. Zbrojmistrzyni nie wyraziła na to jednak zgody, ponieważ towarzysz łowcy nagród nie był zdolny powtórzyć słów przyrzeczenia. Co więcej, nie miał rodziców, którzy mogliby na to przystać.
Wobec zaistniałej sytuacji Din Djarin postanowił adoptować Grogu, by oficjalnie stał się jego synem. Od tamtej chwili bohaterowie zaczęli tworzyć klan dwóch, a malec przyjął nazwisko ojca i został Din Grogu.

### Spokojne życie na Nevarro
Zgodnie z mandaloriańskim obyczajem, Grogu jako adept Din Djarina powinien wyruszyć w międzygwiezdną podróż ze swoim opiekunem. Nie chcąc ryzykować bezpieczeństwa dziecka, łowca nagród zdecydował się przyjmować mniej ryzykowne zadania. Podjął również współpracę z kapitanem Nowej Republiki – Carsonem Tevą.
Zarządca planety Nevarro w podziękowaniu za zasługi Din Djarina ofiarował mu dom poza miastem. Właśnie tam Mandalorianin postanowił rozpocząć nowe życie ze swoim przybranym synem Grogu.

## Umiejętności
W trakcie swoich międzygalaktycznych podróży Grogu korzystał z różnorodnych umiejętności. Do ich grona należały chociażby:
1. Telekineza – zdolność unoszenia obiektów za pomocą umysłu
2. Duszenie Mocą – mroczna praktyka Sithów stosowana jako możliwość uduszenia osoby przy wykorzystaniu ciemnej strony Mocy
3. Bariera Mocy – możliwość utworzenia niezniszczalnej bariery siłowej, chroniącej wszystko, co znajduje się w jej wnętrzu
4. Telepatia – umysłowe komunikowanie się z rozmaitymi istotami; z uwagi na fakt, iż Grogu nie zdążył ukończyć szkolenia Jedi, nie potrafił zainicjować komunikacji za pomocą telepatii; może z niej skorzystać wyłącznie, gdy ktoś rozpocznie z nim rozmowę
5. Leczenie Mocą – niezmiernie rzadka umiejętność leczenia ran i uzdrawiania, nawet bardzo ciężkich przypadłości
6. Ukrywanie Mocy – wykorzystanie mistycznej energii do zablokowania swoich zdolności korzystania z niej i zapobiegnięcia jej wykrycia przez wrogów; potrafią to istoty o największej wrażliwości na Moc
7. Uspokajanie Mocą – opanowanie negatywnych emocji przeciwnika za pomocą Mocy; przydatna umiejętność wobec silnych oraz nieprzewidywalnych istot[13].

## Kreacja postaci
Twórcą postaci Grogu był amerykański reżyser i aktor Jon Favreau. Jego inspiracją do stworzenia bohatera była fascynacja Mistrzem Yodą, którego po raz pierwszy ukazano w oryginalnej trylogii Gwiezdnych Wojen. Jak bowiem zauważył, popularność Yody wynikała głównie z tajemnicy otaczającej jego historię i pochodzenie. Podobną enigmatyczność Favreau postanowił wykorzystać we własnym projekcie, mianowicie kreacji Grogu (nazywanego przez fanów Baby Yodą). Dalszy rozwój postaci współtworzył wraz z reżyserem i scenarzystą Dave’em Filonim.
Początkowo chciano, aby Grogu był wygenerowany komputerowo w ujęciach zbliżeniowych. Z kolei do odwzorowania mimiki planowano wykorzystać metodę przechwytywania ruchu. Twórcy zdecydowali jednak, że lepszy efekt dałaby postać fizyczna i namacalna. By tego dokonać, stworzono kukiełkę testową, której części połączono z kablami i mocowaniami, aby odpowiednio nią poruszać. Grogu nabrał nowego wymiaru, co Jon Favreau przyjął z ogromnym entuzjazmem.
Kolejnym wyzwaniem było znalezienie głosu dla Baby Yody. W jego poszukiwaniu dźwiękowcy Bonnie Wild i Matthew Wood eksperymentowali z różnymi kombinacjami ludzkich głosów oraz nagraniami zwierzęcia kinkażu. Dzięki temu udało im się stworzyć unikalne brzmienie dla Grogu – niezbyt dziecięce, ani zbyt dojrzałe.
W trakcie Star Wars Celebration 2022 lalkarz John Rosengrant ujawnił, iż Grogu wydaje się bardzo realistyczny za sprawą użycia specjalnego silikonu. Zdradził również, iż bohater ma stopy, lecz Jon Favreau nie lubi ich wyglądu, dlatego pozostają ukryte.  
Postać małego towarzysza Din Djarina była utrzymywana w tajemnicy aż do premiery serialu „Mandalorianin”. W rozmowie dla portalu StarWars.com Jon Favreau podkreślił, iż chciał, aby pojawienie się Grogu było naturalnym elementem fabuły. Dodał także, iż nie byłoby to możliwe bez wsparcia osób, które dochowały tajemnicy i pozwoliły tym samym na zaskoczenie fanów.

## Wpływ na kulturę masową

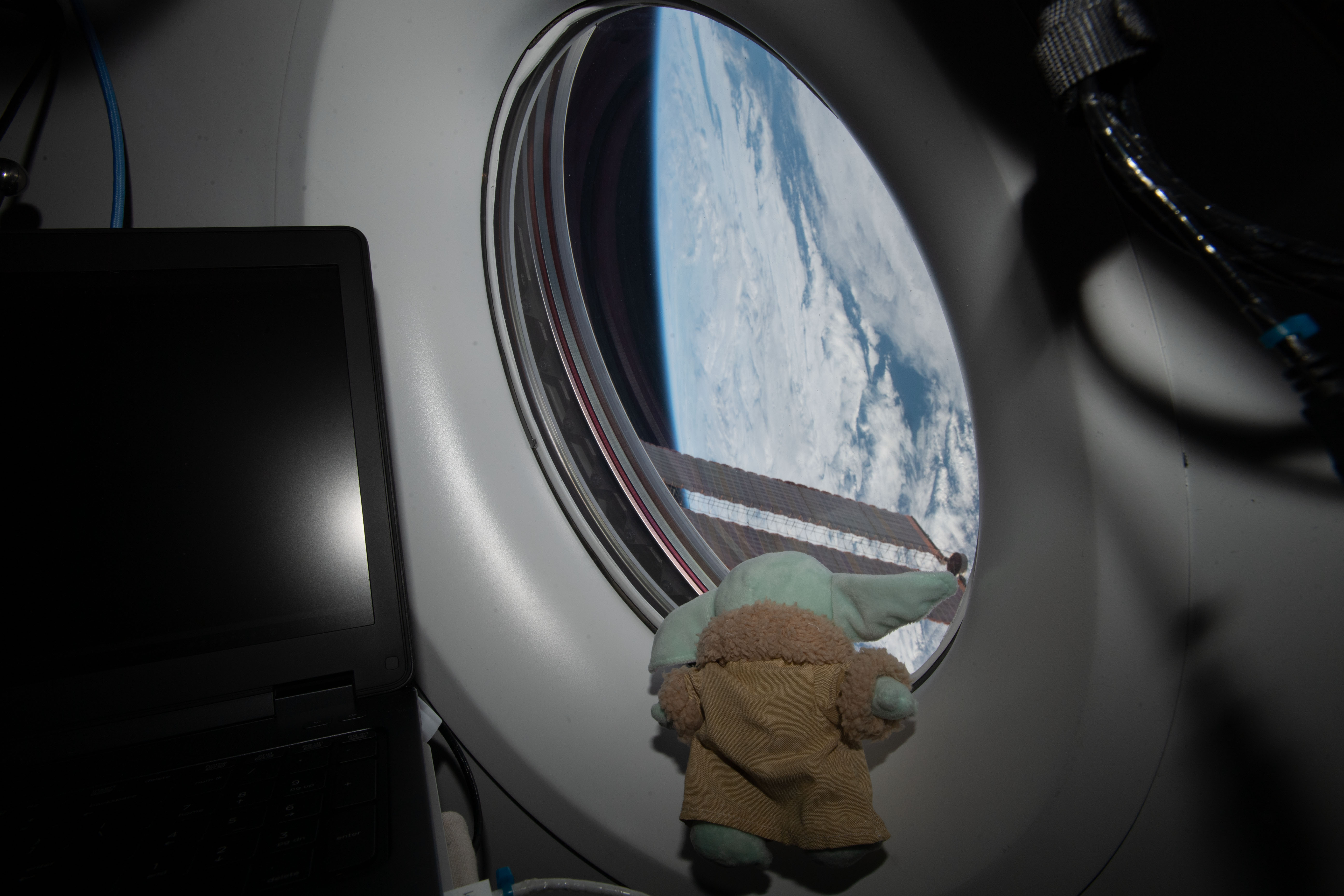
Maskotka Grogu wewnątrz kapsuły w trakcie misji SpaceX Crew-1

Pojawienie się Grogu w serialu „Mandalorianin” okazało się globalnym fenomenem. Jego urok w połączeniu z aurą tajemniczości oczarowały nie tylko miłośników sagi, ale także osoby nieinteresujące się wcześniej Star Wars. Dzięki temu szybko okrzyknięto Grogu symbolem nowej ery gwiezdnego uniwersum, a z czasem również ikoną popkultury.
Baby Yoda stał się twarzą prawie każdej kolekcji Gwiezdnych Wojen na całym świecie. Jednak w początkowych miesiącach nie wydawano z nim żadnych oficjalnych produktów. Twórcy chcieli bowiem jak najdłużej zachować w tajemnicy jego istnienie. Lecz gdy zauważano potencjał komercyjny Grogu, uruchomiono masową produkcję związanych z nim gadżetów (m.in. pluszaki, zabawki, klocki Lego, figurki Funko Pop, akcesoria kolekcjonerskie). Co więcej, w parkach rozrywki Disneya (m.in. Galaxy’s Edge) powstały liczne atrakcje oraz specjalne dania inspirowane Grogu, który pojawia się tam również jako część atrakcji turystycznej, gdzie towarzyszy Din Djarinowi.
Baby Yoda zdobył popularność także poza gronem fanów Gwiezdnych Wojen. Ukazywano go w memach, programach talk-show czy chociażby telewizyjnych skeczach. Finalnie okazał się jedną z najbardziej dochodowych postaci marki.
Pozytywny odbiór Grogu miał kluczową rolę w początkowym sukcesie Disney+. Gdy w 2019 roku biblioteka serwisu nie posiadała jeszcze rozbudowanej oferty, amerykańskie studio potrzebowało hitu, który zainteresowałby nowych widzów i potencjalnych subskrybentów. Stało się to możliwe chociażby za sprawą popularności tajemniczego Dziecka, które pojawiając się w serialu „Mandalorianin”, wypromowało platformę Disney+.